# Johann Altfuldisch

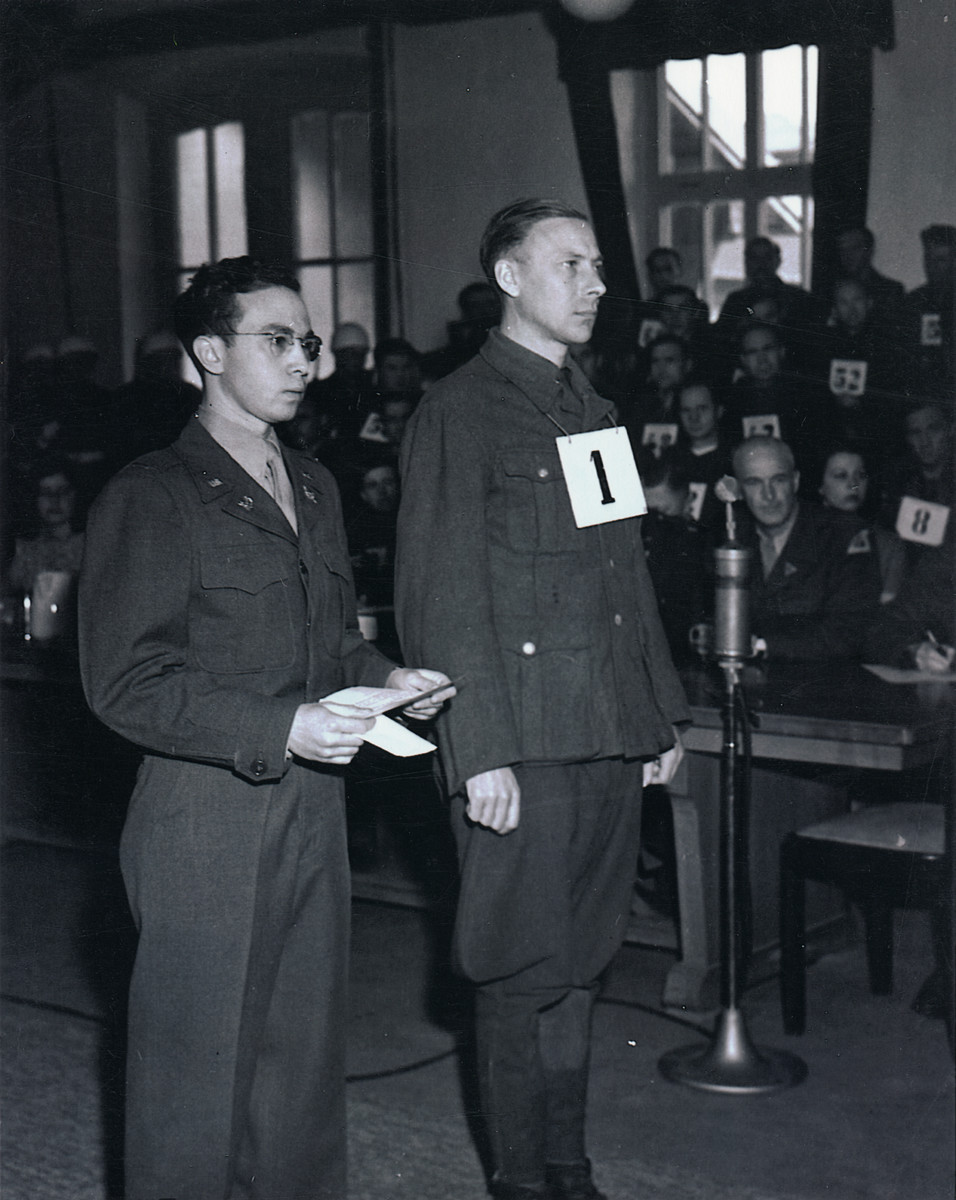
Altfuldisch als Angeklagter im Mauthausen-Prozess

Johann Altfuldisch, auch Hans Altfuldisch (* 11. November 1911 in Brückenau; † 28. Mai 1947 in Landsberg am Lech) war ein deutscher SS-Obersturmführer und zeitweise stellvertretender Leiter eines zentralen Teils des Konzentrationslagers Mauthausen.

## Biografie
Altfuldisch wurde als Kind der ledigen Karoline Altfuldisch und des Friseurs Josef Endres geboren. Er besuchte vom 7. bis zum 14. Lebensjahr die Volksschule in Brückenau und erlernte anschließend von 1925 bis 1928 den Beruf des Tapezierers und Dekorateurs. Nach abgelegter Berufsschulprüfung arbeitete er mehr als ein Jahr als Gehilfe in seinem Beruf, wurde jedoch Ende 1929 arbeitslos.
Am 1. Januar 1930 trat er in die Hitlerjugend ein und zum 1. Februar 1931 der NSDAP bei (Mitgliedsnummer 397.051). Am 1. September 1931 wurde er Mitglied der SS (SS-Nummer 14.958). Am 24. September 1933 trat er seinen Dienst bei der Wachtruppe in KZ Dachau an, wo er am 2. Mai 1936 zum Kommandanturstab versetzt wurde. Im Jahr 1936 leistete er offenbar noch für kurze Zeit Dienst im KZ Columbia. Nach dessen Auflösung Anfang November 1936 wurde Altfuldisch in das KZ Sachsenhausen versetzt und versah ab 1937 im Kommandanturstab seinen Dienst. Im Juli 1937 wurde er wieder nach Dachau versetzt, wo er ebenfalls im Kommandanturstab Dachau tätig war. Im August 1938 wurde er in das KZ Mauthausen versetzt. Zunächst war er Block- und Rapportführer und übernahm 1941 die Leitung der Postzensurstelle. Altfuldisch war an fast allen Hinrichtungen im Lager beteiligt. Der ehemalige Häftling Josef Kohl berichtet: „Ich erinnere mich eines Falles aus seiner Rapportführerzeit, als er einem Muselmann, der mit seinem Kameraden frierend in der Barackenecke stand, mit einem einzigen Fußtritt derartig traf, dass er tot zusammenbrach. Er war als SS-Wachmann einer der brutalsten, gewalttätigsten Schläger. Die Zahl der von ihm getöteten und misshandelten Häftlinge ist sehr hoch“.
Anfang März 1944 wurde er Lagerführer des Außenlagers Leibnitz. Nachdem er kurze Zeit später von Franz Miroff in dieser Stellung abgelöst worden war, wurde er mit der Führung des Außenlagers Großraming betraut. Im Herbst 1944 wurde er 2. Schutzhaftlagerführer im Hauptlager Mauthausen.
Nach Kriegsende setzte sich Altfuldisch zuerst in seine Heimatstadt Brückenau ab, stellte sich jedoch am 3. November 1945 im Kriegsgefangenenlager Hammelburg, wo er noch am selben Tag von Agenten des OSS verhaftet und in das Polizeigefängnis Salzburg gebracht wurde, und nach Dachau überstellt wurde. Altfuldisch wurde vor einem US-Militärtribunal im Mauthausen-Hauptprozess angeklagt – folgende Taten wurden ihm zur Last gelegt:
„Hans Altfuldisch, dem zuletzt zweiten Schutzhaftlagerführer in Mauthausen, warfen die einvernommenen Zeugen vor, nicht nur selbst Häftlinge misshandelt zu haben, sondern vor allem dann anwesend gewesen zu sein, wenn es um die Ermordung bestimmter Gruppen wie z. B. alliierter Kriegsgefangener ging. Häufig habe er an Exekutionen teilgenommen und bei Erschießungen in der Genickschussecke anwesend gewesen zu sein. Kurz vor der Befreiung habe Altfuldisch auch Vergasungen in der Gaskammer von Mauthausen angeordnet. Altfuldisch hatte als Obersturmführer und zweiter Schutzhaftlagerführer zwar einen relativ hohen Rang und aufgrund dieser Funktion Befehlsgewalt, doch beschränkte er sich nicht auf diese, sondern mordete auch eigenhändig.“
Am 13. Mai 1946 wurde Altfuldisch zum Tode verurteilt. Das Urteil wurde am 28. Mai 1947 durch Hängen im Kriegsverbrechergefängnis Landsberg vollstreckt. Seine letzten Worte waren: „Ich sterbe für Deutschland“.